# 1975年南非总统选举
1975年南非总统选举是一次南非的总统选举。选举结果是，1975年2月21日，南非议会一致推选国民党的尼古拉斯·約翰內斯·迪德里希斯任新国家总统。1975年4月19日，迪德里希斯在开普敦的Groote Kerk（南非语，意为大教堂）的仪式上宣誓就职。